# Desa Lemahireng (administrativ by i Indonesien, lat -7,67, long 110,70)
Desa Lemahireng är en administrativ by i Indonesien.   Den ligger i provinsen Jawa Tengah, i den västra delen av landet, 500 km öster om huvudstaden Jakarta.